# Vicolo del Montonaccio
Vicolo del Montonaccio är en återvändsgränd i Rione Ponte i Rom. Gränden utgår från Via di Monte Giordano.

## Beskrivning
Gränden, som är en av de brantaste i Rom, är belägen på Monte Giordanos sydsluttning. Namnet Montonaccio utgör en etymologisk förvrängning och betyder i detta sammanhang ungefär "den smutsiga uppförsbacken". Denna benämning ska ha berott på att det fanns en soptipp i grannskapet.